# Орден Слона
Орден Слона (дат. Elefantordenen) — высшая национальная награда Дании.

## Описание
Орден Слона имеет один из самых оригинальных знаков из всех наград мира. Большинство других орденских знаков, даже при всей редкости и необычности их форм, задумывались как более или менее плоские, чтобы одной своей стороной они могли плотно прилегать к одежде. Знак ордена слона представляет собой миниатюрную объёмную скульптурку: слон, покрытый белой эмалью и украшенный бриллиантами, несёт на спине боевую башенку, которая, в свою очередь, является основанием кольца. Перед башенкой сидит чёрный погонщик.
На международном языке эмблем слон символизирует мудрость, справедливость, великодушие и другие благородные качества. В Дании он постоянно встречается и в других наградах, а также в художественных гравюрах и различных произведениях искусства, которые во многом насыщены иносказаниями.

## История
Датские рыцари, как и рыцари других стран, охотно присоединялись к крестовым походам. Древняя легенда повествует, что во время одного из таких походов датские рыцари одержали победу над сарацинами, сражавшимися на боевых слонах. В память о встрече с этим исполинским животным и в честь одержанной победы в 1190 году в Дании и был учреждён орден Слона. Однако достоверную (а не легендарную) историю этого ордена можно проследить только с середины XV века, когда его восстановил датский король Кристиан II, чтобы награждать им лиц обоих полов.
В статуте ордена Слона этого времени отражался ещё и религиозный характер орденского «Братства Святой Девы Марии», однако в эпоху Реформации эмблематика этого древнего ордена лишилась своего религиозного содержания. Ещё раз орден Слона был восстановлен в 1623 году, когда стал светской придворной наградой, причём на этот раз только мужской. Орденская звезда — восьмиконечная, шитая из круглых серебряных пластинок. В центре её, на красном бархатном поле, помещается большая розетка с четырёхконечным крестом в обрамлении лавровых ветвей, перевязанных вверху и внизу золотыми лентами.
Статут ордена был пересмотрен в 1693 году королём Кристианом V, и членство в нём было ограничено до монарха, принцев крови и тридцати рыцарей. Орден должен был вручаться только суверенам, датским и иностранным. Поэтому с 1850 года орден стал весьма исключительным и — за несколькими исключениями — вручался только лицам королевской крови и главам государств. В XX веке было награждено лишь семь человек, не входящих в эту категорию: Уинстон Черчилль (бывший премьер-министр, 1950), фельдмаршал Бернард Монтгомери (командующий сухопутными силами союзников, 1945), генерал Дуайт Эйзенхауэр (верховный главнокомандующий экспедиционными силами, 1945), а также датчане Вильгельм Томсен (1912), Ханс Нильсен Андерсен (1919), Нильс Бор (1947) и бывший глава фирмы A.P. Møller-Mærsk Gruppen, предприниматель Арнольд Мёллер (2000). Из глав государств был лишён этого ордена Николае Чаушеску. Орден дает право на обращение «Ekscellence» (превосходительство) и обращение в письме «HE», давая, таким образом, своему обладателю рыцарский статус. Занимает самую старшую позицию в порядке старшинства датских наград. В 1958 году изменения в статуте явно допустили награждение женщин (до этого с 1892 года считалось, что статут позволяет это неявно, под общим названием «рыцарь»).

## Орден Слона в России
В России первым кавалером датского ордена Слона стал светлейший князь А. Д. Меншиков. Он был награждён им в 1710 году, но вскоре датский посланник в России установил, что князь нарушает орденский статут, по которому со знаками ордена Слона на одежде не может соседствовать никакой другой. А. Д. Меншиков же одновременно с орденом Слона прикреплял к своему мундиру и знак ордена Андрея Первозванного.
В 1713 году кавалерами ордена Слона стали царь Пётр I, генерал А. И. Репнин, русский посол при датском дворе В. Л. Долгоруков и командир Преображенского полка В. В. Долгоруков.
В 1719 году орденский знак В. В. Долгорукова пришлось вернуть в Данию, так как он оказался осуждён по делу царевича Алексея. В 1726 году, уже после смерти Петра I, В. В. Долгорукова вернули ко двору; в том же году состоялось его вторичное награждение датским орденом Слона. Однако и второй орден через 6 лет вернули в Копенгаген, так как В. В. Долгорукова снова разжаловали и отправили в ссылку. Через десять лет он в третий раз получил датскую награду, которая с этого времени оставалась у него до самой смерти.
Орден Слона высоко ценили в России. Как-то один композитор[какой?] посвятил свою музыку князю А. Б. Куракину, но, перечисляя в посвящении его титулы, пропустил орден Слона. Прочитав посвящение, князь возмущённо воскликнул: «Какой дурак! Отослать без внимания!».
Орденом Слона были награждены многие члены Российского Императорского дома, что соответствовало общей политике награждения орденом иностранных монархов и их родственников.
| №  | Дата пожалования | Титул и имя                                                                                        | Воинское звание, чин                                                     | Дата рождения                | Дата смерти                  | Примечание |  |
| -- | ---------------- | -------------------------------------------------------------------------------------------------- | ------------------------------------------------------------------------ | ---------------------------- | ---------------------------- | --- |  |
| 1  | 22.02.1710       | Светлейший князь Александр Данилович Меншиков                                                      | Генерал-фельдмаршал (впоследствии генералиссимус)                        | 6 (16) ноября 1673           | 12 (23) ноября 1729          | Первый и самый молодой русский (не из дома Романовых) кавалер ордена Слона. Лишён всех орденов в 1727 году. |  |
| 2  | 18.02.1713       | Царь всея Руси (впоследствии император Всероссийский) Пётр I Алексеевич                            | Генерал-поручик, шаутбенахт                                              | 30 мая (9 июня) 1672         | 28 января (8 февраля) 1725   | Первый представитель Дома Романовых, ставший кавалером ордена Слона. |  |
| 3  | 16.06.1713       | Князь Аникита Иванович Репнин                                                                      | Генерал от пехоты (впоследствии генерал-фельдмаршал)                     | 1668                         | 3 (14) июля 1726             | |  |
| 4  | 16.06.1713       | Князь Василий Владимирович Долгоруков                                                              | Генерал-поручик (впоследствии генерал-фельдмаршал)                       | январь 1667                  | 11 июля 1746                 | Командир Преображенского полка. Впал в опалу в 1718 году (знаки ордена возвращены в Данию в 1719 году). Повторно награждён в 1726 году и вновь лишён ордена в 1731 или 1732 году. В третий раз награждён в 1741 или 1742 году (единственный подобный случай в истории ордена). |  |
| 5  | 28.08.1713       | Князь Василий Лукич Долгоруков                                                                     |                                                                          | ок. 1670                     | 8 (19) ноября 1739           | Русский посол при датском дворе. Семиюродный брат князя В. В. Долгорукова (№ 4). Лишён ордена в 1730 году. |  |
| 6  | 29.02.1776       | Светлейший князь Григорий Александрович Потёмкин                                                   | Генерал-аншеф (впоследствии генерал-фельдмаршал)                         | 13 (24) сентября 1739        | 5 (16) октября 1791          | |  |
| 7  | 09.02.1808       | Князь Александр Борисович Куракин                                                                  | Действительный тайный советник 1-го класса                               | 18 (29) января 1752          | 24 июня (6 июля) 1818        | |  |
| 8  | 02.07.1808       | Император Всероссийский Александр I Павлович                                                       |                                                                          | 12 (23) декабря 1777         | 19 ноября (1 декабря) 1825   | Праправнук по женской линии императора Петра I (№ 2). |  |
| 9  | 01.01.1815       | Граф Леонтий Леонтьевич Беннигсен                                                                  | Генерал от кавалерии                                                     | 10 февраля 1745              | 3 октября 1826               | |  |
| 10 | 01.09.1819       | Граф Карл Васильевич Нессельроде                                                                   | Тайный советник (впоследствии канцлер Российской империи)                | 2 (13) декабря 1780          | 11 (23) марта 1862           | Дольше других русских кавалеров (не из Дома Романовых) жил после пожалования орденом (более 42 лет). |  |
| 11 | 01.09.1819       | Граф Иван Антонович Каподистрия                                                                    | Тайный советник (?).                                                     | 11 февраля 1776              | 9 октября 1831               | Греческий государственный деятель. Некоторое время состоял на русской службе. |  |
| 12 | 24.01.1826       | Император Всероссийский Николай I Павлович                                                         | Генерал-инспектор по инженерной части                                    | 25 июня (6 июля) 1796        | 18 февраля (2 марта) 1855    | Праправнук по женской линии императора Петра I (№ 2). |  |
| 13 | 23.04.1834       | Наследник Цесаревич и Великий Князь (впоследствии Император Всероссийский) Александр Николаевич    | (впоследствии генерал от инфантерии)                                     | 17 (29) апреля 1818          | 1 (13) марта 1881            | Старший сын императора Николая I (№ 12). |  |
| 14 | 28.01.1844       | Светлейший князь Пётр Михайлович Волконский                                                        | Генерал от инфантерии (впоследствии генерал-фельдмаршал)                 | 25 апреля (6 мая) 1776       | 27 августа (8 сентября) 1852 | |  |
| 15 | 23.07.1844       | Великий Князь Константин Николаевич                                                                | Штабс-капитан (впоследствии генерал-адмирал)                             | 9 (21) сентября 1827         | 13 (25) января 1892          | Второй сын императора Николая I (№ 12). Дольше всех других русских кавалеров жил после пожалования орденом (более 47 лет). |  |
| 16 | 02.06.1848       | Светлейший князь Александр Сергеевич Меншиков                                                      | Адмирал                                                                  | 15 (26) августа 1787         | 19 апреля (1 мая) 1869       | Правнук светлейшего князя А. Д. Меншикова (№ 1). |  |
| 17 | 06.10.1850       | Светлейший князь Иван Фёдорович Варшавский граф Паскевич-Эриванский                                | Генерал-фельдмаршал                                                      | 8 (19) мая 1782              | 20 января (1 февраля) 1856   | Меньше всех других русских кавалеров жил после пожалования орденом (менее 6 лет). |  |
| 18 | 16.09.1857       | Князь (впоследствии светлейший князь) Александр Михайлович Горчаков                                | Действительный тайный советник (впоследствии канцлер Российской империи) | 4 (15) июня 1798             | 27 февраля (11 марта) 1883   | |  |
| 19 | 20.09.1859       | Наследник Цесаревич и Великий Князь Николай Александрович                                          | Ротмистр (впоследствии генерал-майор)                                    | 8 (20) сентября 1843         | 12 (24) апреля 1865          | Старший сын императора Александра II (№ 13). Меньше других русских кавалеров из Дома Романовых жил после пожалования орденом (менее 6 лет). |  |
| 20 | 11.10.1864       | Граф Сергей Григорьевич Строганов                                                                  | Генерал от кавалерии                                                     | 8 (19) ноября 1794           | 28 марта (9 апреля) 1882     | Генерал-губернатор Москвы |  |
| 21 | 29.06.1865       | Наследник Цесаревич и Великий Князь (впоследствии Император Всероссийский) Александр Александрович | Полковник (впоследствии генерал от инфантерии)                           | 26 февраля (10 марта) 1845   | 20 октября (1 ноября) 1894   | Второй сын императора Александра II (№ 13). |  |
| 22 | 14.06.1866       | Великий Князь Владимир Александрович                                                               | капитан (впоследствии генерал от инфантерии)                             | 10 (22) апреля 1847          | 4 (17) февраля 1909          | Третий сын императора Александра II (№ 13). |  |
| 23 | 17.06.1866       | Великий Князь Алексей Александрович                                                                | Лейтенант (впоследствии генерал-адмирал)                                 | 2 (14) января 1850           | 1 (14) ноября 1908           | Четвёртый сын императора Александра II (№ 13). |  |
| 24 | 26.10.1866       | Граф Владимир Фёдорович Адлерберг                                                                  | Генерал от инфантерии                                                    | 10 (21) ноября 1791          | 8 (20) марта 1884            | Министр императорского двора. Самый старый из всех русских кавалеров ордена (пожалован за месяц до достижения 75-летия). |  |
| 25 | 26.10.1866       | Граф Андрей Петрович Шувалов                                                                       | Обер-гофмаршал                                                           | 30 августа 1802              | 26 июня 1873                 | |  |
| 26 | 01.09.1868       | Великий Князь Николай Николаевич (старший)                                                         | Инженер-генерал (впоследствии генерал-фельдмаршал)                       | 27 июля (8 августа) 1831     | 13 (25) апреля 1891          | Третий сын императора Николая I (№ 12). |  |
| 27 | 16.09.1868       | Барон Егор Фёдорович Мейендорф                                                                     | Генерал от кавалерии                                                     | 26 декабря 1794              | 27 октября 1879              | |  |
| 28 | 25.06.1875       | Великий князь Константин Константинович                                                            | Гардемарин (впоследствии генерал от инфантерии)                          | 10 (22) августа 1858         | 2 (15) июня 1915             | Второй сын великого князя Константина Николаевича (№ 15). |  |
| 29 | 03.08.1876       | Великий князь Сергей Александрович                                                                 | Поручик (впоследствии генерал-лейтенант)                                 | 29 апреля (11 мая) 1857      | 4 (17) февраля 1905          | Пятый сын императора Александра II (№ 13). |  |
| 30 | 03.08.1876       | Великий князь Павел Александрович                                                                  | Подпоручик (впоследствии генерал от кавалерии)                           | 21 сентября (3 октября) 1860 | 30 января 1919               | Шестой сын императора Александра II (№ 13). Самый молодой из всех русских кавалеров ордена (пожалован за 2 месяца до достижения 16-летия). |  |
| 31 | 03.08.1876       | Граф Александр Владимирович Адлерберг                                                              | Генерал от инфантерии                                                    | 1 мая 1818                   | 22 сентября 1888             | Министр императорского двора. Сын графа В. Ф. Адлерберга (№ 24). |  |
| 32 | 14.08.1876       | Князь Владимир Андреевич Долгоруков                                                                | Генерал от кавалерии                                                     | 3 (15) июля 1810             | 19 июня (1 июля) 1891        | Генерал-губернатор Москвы. Правнучатый племянник князя В. В. Долгорукова (№ 4). |  |
| 33 | 19.08.1876       | Дмитрий Алексеевич Милютин                                                                         | Генерал от инфантерии (впоследствии генерал-фельдмаршал)                 | 28 июня (10 июля) 1816       | 25 января (7 февраля) 1912   | Военный министр. Первый нетитулованный кавалер (лишь впоследствии получил титул графа). |  |
| 34 | 22.04.1879       | Эдуард Иванович Тотлебен                                                                           | Инженер-генерал                                                          | 8 (20) мая 1818              | 19 июня (1 июля) 1884        | Второй нетитулованный кавалер (лишь впоследствии получил титул графа). |  |
| 35 | 10.09.1881       | Великий Князь Михаил Николаевич                                                                    | Генерал-фельдмаршал                                                      | 13 (25) октября 1832         | 5 (18) декабря 1909          | Четвёртый сын императора Николая I (№ 12). |  |
| 36 | 26.11.1882       | Барон Артур Павлович Моренгейм                                                                     | Тайный советник (впоследствии действительный тайный советник)            | 27 мая (8 июня) 1824         | 6 (19) октября 1906          | В 1867—1882 гг. — чрезвычайный посланник и полномочный министр России в Дании. Дозволение пользоваться баронским титулом последовало в 1894 году. |  |
| 37 | 18.05.1884       | Наследник Цесаревич и Великий Князь (впоследствии Император Всероссийский) Николай Александрович   | Подпоручик (впоследствии полковник)                                      | 6 (18) мая 1868              | 17 июля 1918                 | Старший сын императора Александра III (№ 21). |  |
| 38 | 25.10.1888       | Николай Карлович Гирс                                                                              | Действительный тайный советник                                           | 9 (21) мая 1820              | 14 (26) января 1895          | Министр иностранных дел. Третий нетитулованный кавалер и единственный, не получивший впоследствии никакого титула. |  |
| 39 | 09.10.1889       | Великий Князь Георгий Александрович                                                                | Лейтенант                                                                | 27 апреля (9 мая) 1871       | 28 июня (10 июля) 1899       | Третий сын императора Александра III (№ 21). |  |
| 40 | 21.12.1891       | Граф Илларион Иванович Воронцов-Дашков                                                             | Генерал от кавалерии                                                     | 27 мая 1837                  | 15 января 1916               | Министр императорского двора |  |
| 41 | 07.09.1895       | Великий Князь Александр Михайлович                                                                 | Капитан 2-го ранга (впоследствии адмирал)                                | 1 (13) апреля 1866           | 26 февраля 1933              | Четвёртый сын великого князя Михаила Николаевича (№ 35). |  |
| 42 | 06.08.1897       | Великий князь Михаил Александрович                                                                 | Подпоручик (впоследствии генерал-лейтенант)                              | 22 ноября (4 декабря) 1878   | 13 июня 1918                 | Четвёртый сын императора Александра III (№ 21). |  |
| 43 | 18.11.1897       | Великий князь Николай Михайлович                                                                   | Генерал-майор (впоследствии генерал от инфантерии)                       | 14 (26) апреля 1859          | 24 января 1919               | Старший сын великого князя Михаила Николаевича (№ 35). |  |
| 44 | 07.09.1900       | Великий князь Георгий Михайлович                                                                   | Полковник (впоследствии генерал-лейтенант)                               | 11 (23) августа 1863         | 30 января 1919               | Третий сын великого князя Михаила Николаевича (№ 35). |  |
| 45 | 16.07.1909       | Барон (впоследствии граф) Владимир Борисович Фредерикс                                             | Генерал от кавалерии                                                     | 16 (28) ноября 1838          | 1 января 1927                | Министр императорского двора. Последний русский кавалер ордена Слона (не из Дома Романовых). |  |
| 46 | 19.07.1909       | Великий князь Николай Николаевич                                                                   | Генерал от кавалерии                                                     | 6 (18) ноября 1856           | 5 января 1929                | Старший сын великого князя Николая Николаевича (старшего) (№ 26). Самый старый из русских кавалеров ордена — членов Дома Романовых (пожалован за четыре месяца до достижения 53-летия).                                                                                        |  |
| 47 | 18.10.1928       | Великий князь Кирилл Владимирович                                                                  | Контр-адмирал                                                            | 30 сентября (12 октября)1876 | 12 октября 1938              | Второй сын великого князя Владимира Александровича (№ 22). Первый и единственный русский кавалер, пожалованный орденом после 1917 года. Последний русский кавалер ордена Слона.                                                                                                |  |

- граф Иоанн Каподистрия.
- граф И. И. Воронцов-Дашков.
- Светлейший князь П. М. Волконский.
- граф В. Б. Фредерикс.

## Галерея
- Знак на цепи
- Знаки ордена Слона.
- Цепь ордена. Рисунок.

- Грамота датского короля Фредерика IV о награждении орденом Слона Петра I. 18 февраля 1713 года. РГАДА.
- Статуты датского ордена Слона, переданные Петру I после награждения орденом.
- Старинное надгробие с изображением ордена в Хайлигенштедтене.